# Pál apostol térítőútjai

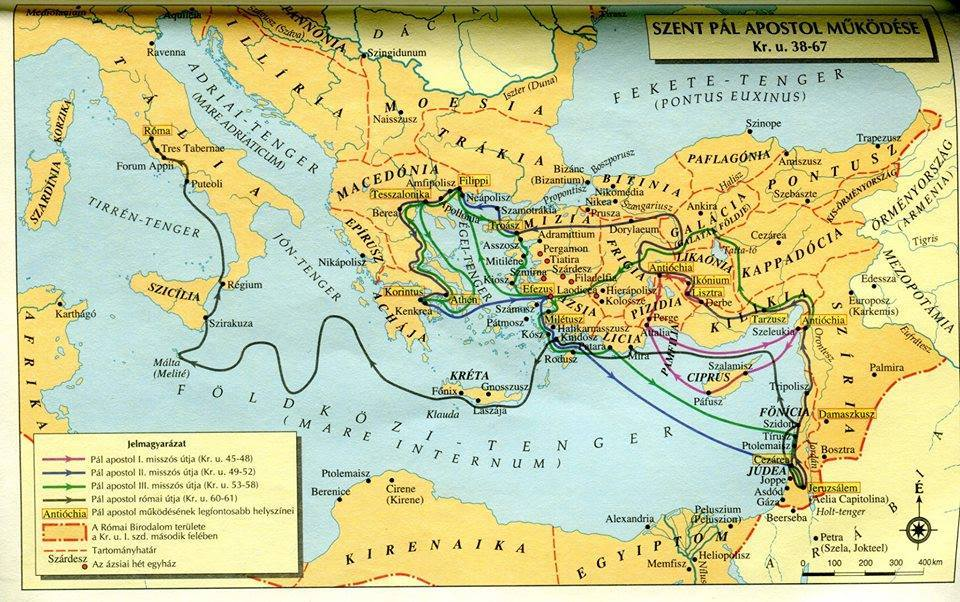
Szent Pál apostol működése

Pál apostolnak három, a Bibliában leírt térítőútja (misszió) volt. Ezek alatt térített Ciprus szigetén, Fönícia és Szíria partvidékén, Kis-Ázsiában, Macedónia és Görögország területén.

## Kis-Ázsia, Ciprus (Kr. u. 47−48)
Az első missziós úton Pál útitársa Barnabás, s magukkal vitték még Jánost is, akit Márknak is neveznek (vö. ApCsel 12,12). Eljutottak Ciprus szigetére és Kis-Ázsia környező városaiba (Perge, a pizídiai Antióchia, Ikónium, Lisztra és Derbe). Hirdették az evangéliumot, sok tanítványt szereztek, köztük zsidókat és pogányokat is, egyházközösségeket alapítottak; az evangéliumért üldöztetésben volt részük.
Az első missziós útról ugyanazon az útvonalon tértek vissza, amerre elindultak, „majd visszafordultak Lisztrába, Ikóniumba és Antióchiába. Erőt öntöttek a tanítványok lelkébe, bátorították őket, hogy tartsanak ki a hitben, mert „sok szorongatás közepette kell bejutnunk az Isten országába”. Az egyházak élére (kézrátétellel) elöljárókat rendeltek, és imádkozva, böjtölve az Úr oltalmába ajánlották őket, akiben hittek.”
Bátorították a keresztényeket és meghatározták az idősek feladatait; őrizték a nyájat, valamint mélyítették a hitet, amelyet Krisztus oltott beléjük az apostolok hirdetése által. Az első missziós út több mint 2000 km hosszú volt. Az antióchiai keresztény közösségekhez való visszatérésről Az apostolok cselekedeteiben ezt olvashatjuk: „Mihelyt megérkeztek, összehívták az egyházat, elbeszélték, mi mindent tett az Isten általuk, s hogy a pogányok előtt is kitárta a hit kapuját. Ezután jó ideig ott maradtak a tanítványok körében.”
Pál és Barnabás távolléte alatt Antióchiában nézeteltérések alakultak ki. Zsidó keresztények érkeztek Júdeából, akik a: „Ha nem metélkedtek körül Mózes törvénye szerint, nem üdvözülhettek.”  elvhez tartották magukat, illetve ezt tanították testvéreiknek is. Emiatt a közösség két táborra szakadt, és fennállt a veszélye annak is, hogy Krisztus evangéliumának igazsága megosztottá válik. Ez súlyos probléma lehetett azoknak a keresztényeknek, akik pogányok voltak, akiknek az volt a kérésük, hogy körülmetéljék őket és megtartsák a mózesi törvényt; továbbá Antióchia számára, ahol Pálnak és Barnabásnak tekintélye volt. A kereszténység kezdetekor Jeruzsálem után Antióchia volt a legfontosabb közösség. Ebben a városban nevezték a Krisztus-hívőket először keresztényeknek. Pál és Barnabás Kr. u. 49-ben úgy döntöttek, hogy Jeruzsálembe mennek, hogy ott előterjesszék tanaikat a többi apostolnak is.
Az Antióchiában és Jeruzsálemben lévő egyházi közösségek két szimbolikus közösséget tömörítettek. Az egyik a körülmetéltek, a másik pedig a pogányok egyháza volt. Meg kell említenünk azt is, hogy a körülmetélés, majd a mózesi törvény betartása nem csak az antióchiai és jeruzsálemi közösségekre vonatkozott, hanem az egész ősegyházra, hiszen a kereszténység abban az időben az egész világon terjedt. Az apostolok cselekedeteiben olvashatunk arról az eseményről, amikor „Összegyűltek az apostolok és a presbiterek, hogy megvizsgálják ezt az ügyet.” Pál és Barnabás elmondták tapasztalataikat a missziós útról: „Amikor megérkeztek Jeruzsálembe, szívesen fogadta őket az egyház: az apostolok és a presbiterek. Beszámoltak róla, mi mindent tett közreműködésükkel az Isten.” Pál állásfoglalása Péter és Jakab fellépését erősítette meg. Az apostolok cselekedetei rámutat arra, hogy az egyházban a kezdetektől fogva nem csak egység, hanem a nyitottság is jelen volt.
A jeruzsálemi zsinat végét Jakab szavai értetik meg, s ezekről az összes apostol határozott: „Ezért az a véleményem, hogy nem kell terhet rakni azokra, akik a pogányságból tértek meg az Istenhez, hanem csak azt írjuk elő nekik, hogy tartózkodjanak a bálványoktól, nehogy tisztátalanná váljanak miattuk, továbbá a paráznaságtól, a fojtott állattól és a vértől.”
A határozat négy pontot foglalt magába:
1. Ne egyenek a bálványoknak áldozott eledelből (vö. Lv 17,7-9);
2. Tartózkodni kell a vérüktől (vö. Lv 17,10-14);
3. Ne egyenek a fojtott állatok húsából (vö. Lv 17,13-14);
4. Kerülni kell a paráznaságot (vö. Lv 18,6-23).

## Görögország(Kr. u. 49−52)
Pál továbbra is gondját viseli az egyházközösségeknek. Azok között akart lenni, akiket megnyert Krisztus számára. Ez a fő célja Pál következő útjának. Azt a helyzetet akarta látni, amelyben az általa alapított közösségek éltek: „Menjünk s nézzük meg, hogy vannak a testvérek azokban a városokban, ahol hirdettük az Úr szavát.”
Ezen az úton Pál útitársa Szilás, később Timóteus. Az apostol és társai először azokat a közösségeket vették célba, amelyeket az első missziós út során alapítottak, vagyis a Dél-Galíciában található közösségeket: „Barnabás magával akarta vinni a Márknak nevezett Jánost is, de Pál arra kérte, hogy ne vigyék magukkal, hisz Pamfíliában is otthagyta őket, nem ment velük dolgozni. Így nézeteltérés támadt köztük, s elváltak egymástól. Barnabás magával vitte Márkot, és Ciprusba hajózott.” Nem tudni, hogy ez ügyben Pálnak vagy Barnabásnak volt-e igaza. Ha megvizsgáljuk a helyzetet, egyértelmű, hogy Pálnak volt igaza. A konfliktust követően Az apostolok cselekedetei nem tesz említést Barnabásról, az Újszövetség is csak egy-két helyen említi meg (Gal 2,1-9.13; Kol 4,10).
Pál látta, hogy Márk már hasonló konfliktusokat nem tudna elviselni. Ha együtt szolgáltak volna, Márkkal később több probléma lett volna, mint magával a várossal, ahogy evangelizálni akartak. Márk később szolgált Pál mellett – latinból fordított. Tizenöt évvel a történtek után Pál megírja Timóteushoz szóló második levelét, melyben a következőket mondja: „Csak Lukács van mellettem. Márkot is vedd magad mellé, és hozd el, jó szolgálatot tenne nekem.” Mindez arra utal, hogy Márk megváltozott. Azután, hogy Barnabás és Márk elváltak, Pál magához vette Szilást, az Ige hirdetőjét, a prófétát, aki Jeruzsálemből jött és Antióchiából származott, és együtt útra keltek. Barnabás és Márk Cipruson szolgált. Pál eközben bejárta a szíriai, a galáciai és a kilíkiai közösségeket „és megszilárdította az egyházakat. Eljutott Derbébe és Lisztrába is.” Lisztrában Pál találkozik Timóteussal, akiről a lisztrai és az ikóniumi testvérek jó véleménnyel voltak (vö. ApCsel 16,2). Timóteus édesapja görög, édesanyja pedig hívő zsidó asszony volt, aki hitt Krisztusban. Timóteus is zsidónak számított, mert a rabbik törvényei szerint az számított zsidónak, akinek az anyja zsidó volt. Abban az időben ez a nézet már érvényes volt, tehát Timóteus két kultúra – görög és zsidó – hordozója volt. „A lisztrai és ikóniumi testvérek jó véleménnyel voltak róla” (vö. ApCsel 16,2). A helyi közösségekben nagyon kedvelték őt, gyermekkora óta ismerte a Szentírást – ez a görög kultúrában szokatlan volt. Valószínűleg ezt az édesanyjától tanulta. Pál a Timóteusnak írt második levelében ír arról, hogy édesanyja és nagyanyja is rendelkeztek a tiszta hittel, amely színleléstől mentes volt, majd később ugyanilyen hitre nevelték Timóteust is. A keresztények közül, akik Pál mellett szolgáltak (Titusz és a többiek), Timóteus volt az, akivel Pál teljes mértékben elégedett volt. Pál felszólította Timóteust arra, hogy csak azt hirdesse, amit tőle hallott, máshol pedig azt mondja, hogy nincs hozzá hasonló, mert mindenki csak a maga javát keresi, s nem a Jézusnak tetsző dolgokat. Pál élete végén a Timóteusnak írt második levelében ezt írja: „Te követtél a tanításban, életmódom és életcélom tekintetében, a hitben, a kitartásban, a szeretetben, a türelemben, az üldöztetésekben és a szenvedésekben, amik Antióchiában, Ikoniumban és Lisztrában értek. Mi minden üldöztetést magamra vállaltam! De az Úr mindig kimentett.”
A hűség jelképeként Timóteust is körülmetélték. Erre azért volt szükség, mivel a zsidók nem fogadták volna el a szolgálatát, az igehirdetését.
Timóteus csatlakozott Pálhoz és Sziláshoz, s így már hárman indultak útnak az új missziós területre, Görögországba. Útjuk Galácia felé vezetett, majd a Szentírásból a tudomásunkra jut, hogy: „ahogy sorra járták a városokat, lelkükre kötötték, hogy tartsák meg a határozatokat, amelyeket az apostolok és a presbiterek hoztak Jeruzsálemben.” Azután a következőképpen folytatták az utat: „A Szentlélek megtiltotta, hogy Ázsiában hirdessék az Isten szavát, ezért Frigia és Galácia felé vették útjukat. Amikor Miziába értek, megkísérelték, hogy Bitiniába utazzanak, de Jézus Lelke nem engedte meg nekik. Ezért átvágtak Mizián, és lementek Troászba. Éjszaka Pálnak látomása volt: Egy macedón férfi állt előtte és kérte: „Gyere át Macedóniába, és segíts rajtunk!” A látomás után rajta voltunk, hogy mielőbb útra keljünk Macedóniába, mert biztosak voltunk benne, hogy az Isten rendelt oda minket hirdetni az evangéliumot.”
Troászból Filippibe hajóztak. Pál itt kezdte meg a szolgálatát. „Egyszer, ahogy az imádkozóhely felé tartottunk, találkoztunk egy jós szellemtől megszállt leánnyal, aki jóslásaival nagy hasznot hajtott gazdáinak.” Pál kiűzte a leányból az ördögöt, ami felindulást váltott ki a népből, és Szilással együtt bebörtönözték. Az éjszaka folyamán úgy dicsérték az Urat, hogy még a föld is megremegett, az őr majdnem öngyilkos lett, végül egész háza népével megkeresztelkedett. A nép tudomására jutott, hogy Pál és Szilás római polgárok, akiket anélkül verettek meg, hogy elítélték volna őket. Az egész város megszeppent, ezért kérték Pált, hogy segítőivel együtt hagyja el a várost.
„Áthaladva Amfipoliszon és Apollónián Thesszalonikába értek, ahol a zsidóknak volt zsinagógájuk. Pál szokása szerint bement hozzájuk, és három szombaton beszélt nekik az Írásokról. Azt fejtegette és tanította, hogy a Messiásnak szenvednie kellett és föl kellett támadnia a halálból: „Ez a Messiás az a Jézus, akit én hirdetek nektek.” Néhányan hittek közülük, ezek Pálhoz meg Sziláshoz csatlakoztak egy sereg göröggel és jópár előkelő asszonnyal együtt.” Ezután a következők történtek: „Ám a zsidók irigységükben összeszedték a börtöntöltelék népséget, és csődületet támasztva felizgatták a várost. Felvonultak Jázon háza elé, és megkísérelték, hogy a nép elé vezessék őket. De nem találták meg őket, ezért Jázont néhány testvérrel együtt a városi elöljárók elé hurcolták, s közben ezt kiabálták: „Azok a világfelforgatók itt is megjelentek, és Jázon szállást adott nekik. Szembeszállnak a császár parancsaival, hangoztatták, hogy más a király, Jézus.” Meg is tévesztették ezzel a népet és az elöljárókat, úgyhogy hallgattak rájuk. Előbb biztosítékot kértek Jázontól és a többiektől, s csak akkor bocsátották őket szabadon.  A testvérek Pált és Szilást azonnal, még akkor éjszaka útnak indították Bereába. Mihelyt megérkeztek, elmentek a zsidók zsinagógájába”.
Pál Thesszalonikában körülbelül négy hétig maradt. Ez alatt a négy hét alatt megtértek a zsidók, valamint sok tehetős görög is és sok olyan nő, akiket eladtak. Ez felkelést és irigységet váltott ki a zsidókból, mert ők ekkora sikert nem tudtak elérni. Jézus mondja: „bejártok tengert és szárazföldet, hogy egyetlen áttérőt szerezzetek.” Abban az időben a zsidók próbálták összegyűjteni a pogányok között a prozelitákat (pogányok, akik áttértek a zsidó hitre), de nem jártak akkora sikerrel, mint Pál – ezért keletkezett közöttük a konfliktus is. A második fontos tényező, hogy: „a testvérek Pált és Szilást még akkor éjszaka útnak indították Bereába.” Ebből arra lehet következtetni, hogy Timóteus Thesszalonikában maradt, aminek valószínűleg az volt az oka, hogy a közösséget nem hagyhatták szolga nélkül. Pál és Szilás Bereába mentek, s ott is hirdették az Igét: „Ezek már nemesebb lelkűek voltak, mint a thesszalonikaiak. A tanítást igen készségesen fogadták, naponta forgatták az Írásokat, hogy csakugyan úgy van-e.” Ez nem váltott ki ellenszenvet. „Sokan megtértek közülük, és az előkelő görög asszonyok és férfiak közül is igen sokan.”
Az ellenállás a következőképpen következett be: Thesszalonikából Bereába megérkeztek a helybeli zsidók és ott is fellázították a nép elöljáróit. A lázongást a thesszalonikai hívek kezdeményezték. „A testvérek Pált nyomban elkísérték egészen a tengerig, de Szilás és Timóteus ott maradtak.” A thesszalonikaiaknak írt levél feltételezései szerint Timóteus Thesszalonikában, Szilás Bereában szolgált, Pál pedig teljesen egyedül Athénba ment. Onnan a segítői által üzenetet küldött Szilásnak és Timóteusnak, hogy minél előbb menjenek utána, segítői pedig hazatértek.

### Pál szolgálata Achájban – Athén
Abban az időben Pál Athénban kezdett szolgálatot. Az Újszövetség ezt a területet Achájnak nevezi, ami annyit jelent, hogy a görög lakosság körében szolgált. Athén nagyra becsült város volt, a Római Birodalom kultúrája is Athénból származott. Pál akkor érkezett meg Athénba, amikor a város hírneve hanyatlott. A város Pál érkezésekor tele volt filozófusokkal. „Az athéniak meg az ott tartózkodó idegenek semmi mással nem töltötték az időt csak azzal, hogy újdonságot mondjanak vagy halljanak.” Az apostolt felháborította a bálványokkal teli város.
„A zsinagógában beszélt a zsidókhoz és az istenfélőkhöz, de a téren is mindennap azokhoz, akiket épp ott talált. Néhány epikureus  és sztoikus  bölcselő vitatkozni kezdett vele.”
Az athéni hívek Pál tanítását Krisztus haláláról és feltámadásáról nem fogadták el. Pál befejezte a beszédét. Azok a filozófusok, akik már hallottak a feltámadásról a következőképpen reagáltak: „…néhányan kigúnyolták, mások meg azt mondták: Majd még meghallgatunk máskor is erről. Néhányan azért csatlakoztak hozzá, köztük Areopagita Dénes és egy Damarisz nevű asszony, és még mások is.” Pál Athénban többször megfordult.
A misszionáriusok Athénból Korintusba mentek. „Itt találkozott egy Aquila nevű, pontuszi származású zsidóval, aki nemrég érkezett Itáliából feleségével, Priszcillával, mert Klaudiusz elrendelte, hogy az összes zsidó hagyja el Rómát.” Ezért átmenetileg Korintusba költöztek, Pál „hozzájuk költözött, s mivel ugyanazt a mesterséget űzte, náluk maradt, és velük dolgozott: sátorkészítés volt a mesterségük. Szombatonként felszólalt a zsinagógában, meggyőzte a zsidókat és a görögöket. Mihelyt Szilás és Timóteus megérkeztek Macedóniából, Pál egészen a tanításnak szentelte magát. Bizonyítékokat sorakoztatott fel, hogy Jézus a Messiás.” Pál azután, hogy Timóteus és Szilás visszatérnek Thesszalonikából és Bereából, írja a thesszalonikai híveknek szóló első levelét. Pál Korintusban egy és fél évet töltött. „Amikor Gallio volt Achája helytartója, a zsidók egy emberként Pálra támadtak, és a törvényszék elé hurcolták, ezzel a váddal:” Ez arra próbálja rábeszélni az embereket, hogy a törvényen kívüli módon tiszteljék az Istent.” Pál éppen szólásra akarta nyitni a száját, amikor Gallio a zsidókhoz fordult: „Ha valami törvénytelenségről vagy gonosztettről volna szó, akkor meghallgatnálak benneteket, ahogy annak a rendje van. Ha azonban valamely tanítással, személlyel vagy törvényeitekkel kapcsolatban merül fel vitás kérdés, magatok lássátok. Ilyesmiben én nem akarok bíró lenni.” Ezzel elkergette őket bírói széke elől. Erre a görögök nekiestek Szosztenésznek, a zsinagóga elöljárójának, és ott a bírói szék előtt agyba-főbe verték. De Gallio mit sem törődött vele. Pál még jó ideig ott maradt, aztán búcsút vett a testvérektől, és Priszcillával és Aquilával együtt Szíriába hajózott. Előbb azonban Kenkreában lenyíratta a haját, mert fogadalmat tett. Efezusba érkezve elvált tőlük, a zsinagógába ment és vitába szállt a zsidókkal. Arra kérték, hogy huzamosabb ideig maradjon, de nem állt rá. Búcsúzáskor azonban megígérte: „Ha Isten is akarja, majd újra eljövök.” Ezzel elhajózott Efezusból,  lement Cezáreába. Innen fölment (Jeruzsálembe), hogy üdvözölje az egyházat, aztán visszatért Antióchiába.” A második missziós úton kb. 5000 km-t tettek meg.

## Efezus(Kr. u. 53−59)
Pál nem a legegyszerűbb utat választotta – Cilícián keresztül „sorra bejárta Galícia vidékét és Frígiát.”
Efezus a fekvésének köszönhetően abban az időben Kis-Ázsia legfontosabb városa volt. Krisztus után az első század végén kb. 450 – 500 ezer lakosa volt. Efezus az Artemisz-templommal Artemisz (a rómaiaknál Diana néven volt ismert) istennő kultuszának központja volt. Pál kénytelen volt szembeszállni azokkal, akik tisztelték az Artemisz-kultuszt. Sok időt szentelt a levelek írásának. Ekkor írta a korintusi hívekhez szóló két levélét, valamint a galatáknak, illetve a filippieknek írt levelét.
Efezusból Troász felé ment és meglátogatta a Filippiben, Thesszalonikában és Bereában található fő keresztényközösségeket. Ezekben a macedón városokban nem tartózkodott sokáig, de „a vidéken áthaladtában sok beszédet mondott buzdításul a tanítványoknak.”
Makedóniából Pál Görögországba ment, ahol megírta a római hívekhez címzett levelét. Minden bizonnyal a Rómaiaknak írt levél a legimpozánsabb.

## Bebörtönzése és halála
Harmadik missziós útjának végeztével úgy döntött, hogy Jeruzsálembe megy. Itt Krisztusért bebörtönözték, a szenvedések elől nem tért ki. Milétuszban elhangzott búcsúbeszédéről Az apostolok cselekedeteiben olvashatunk, amikor az Efezusban összegyűlt idősek előtt imádkozik az egyházért.
Pál körülbelül Kr. u. 59-ben érkezett meg Jeruzsálembe. Útitársaival együtt elment Jakabhoz, aki a jeruzsálemi egyház elöljárója volt, hogy elmondja neki „mi mindent tett az Isten a pogányok között szolgálata által.”
A jeruzsálemi templom látogatásakor a zsidók a mózesi törvény megszegésével és a templom megszentségtelenítésével vádolták, mivel úgy vélték, hogy társát, Trofimuszt bevezette a templom udvarára, oda, ahova csak a zsidók léphettek be. (ApCsel 21. 29)  Pált börtönbe zárták, s a római katonák Cezáreába, a Földközi-tenger partjára vitték. Mivel Festus előtt (római ügyész) nem mondott le római polgárjogáról, valamint arról, hogy a császári udvar előtt hallgassák ki, (ApCsel. 25; 1-12)  ezért Kr. u. 60 körül Rómába vitték.  Az út során Máltánál hajótörést szenvedett, és megmarta egy vipera. Az apostolok cselekedetei rámutat arra, hogy Pált Isten védelmezi, hiszen megmenekült a haláltól.
Rómában egy magánházban lakott, de két évig katonai felügyelet alatt állt. Itt is „hirdette az Isten országát, és bátran és akadálytalanul tanított Urunkról, Jézus Krisztusról.” Pál személyén keresztül Krisztus evangéliuma az akkori birodalom szívébe, Rómába jutott. Az alatt a két év alatt, amit Pál Rómában töltött, a város hathatós apostoli tevékenységgel töltődött meg. Pál az egyház általános szükségleteiről sem feledkezett meg. Ezt a Filemonnak, a kolosszeieknek és az efezusiaknak írt levelei is bizonyítják.
Kr. u. 63-64-ben, amikor Nero császár üldözte a keresztényeket, Pál ismét Rómába ment. Nero császár uralkodása idején Pál életét áldozta Krisztusért. A hagyomány szerint lefejezték.

## Pál apostol levelei
A levelekben az író saját lelkét is feltárja. Ugyan más irodalmi alkotásokból is meg lehet ismerni a karakterét, de nem annyira, mint a levélírásból. A levelekből megismerjük azokat is, akiket Pál szeretett. A levelek megértésekor nehézségek is adódnak, különösen a válaszlevelek esetében, mert nem tudjuk, hogy milyen konkrét helyzetekben írta ezeket. Egyrészt a levél tartalmát, másrészt a körülményeket kell megérteni. Az apostol levelei séma szerint épülnek fel. Az ókori levélforma a következő:
1. Bevezető üdvözlet
2. Imádság a címzett egészségéért
3. Az isteneknek való hálaadás
4. A tulajdonképpeni tartalom
5. Jókívánságok a címzetteknek
6. Személyes köszöntés

Ezt a formát a páli leveleknél is megtaláljuk:
1. Üdvözlés (Róm 1,1; Gal 1,1; Filem 1,1)
2. Közbenjáró imádság (Róm 1,7; Ef 1,2)
3. Hálaadás (Róm 1,8; 1Kor 1,4)
4. A levél tulajdonképpeni tartalma (dogmatikai rész)
5. Gyakorlati útmutatás (etikai rész)
6. Személyes üdvözlet

### A levelek száma és csoportosításuk
Tizenhárom levelét ismerjük, amelyeket a következőképpen csoportosíthatunk:
- A térítőutak során írt levelek

1. Thesszalonikaiaknak írt I. levél (1Tessz)
2. Thesszalonikaiaknak írt II. levél (2Tessz)
3. Galatáknak írt levél (Gal)
4. Korintusiaknak írt I. levél (1Kor)
5. Korintusiaknak írt II. levél (2Kor)
6. Rómaiaknak írt levél (Róm)

- A fogságból írt levelek

1. Filippieknek írt levél (Fil)
2. Kolosszeieknek írt levél (Kol)
3. Efezusiaknak írt levél (Ef)
4. Filemonnak írt levél (Filem)

- Pásztori levelek

1. Timóteusnak írt I. levél (1Tim)
2. Timóteusnak írt II. levél (2Tim)
3. Titusznak írt levél (Tit)

### A levelek elrendezése
A Szentírásban először a gyülekezetekhez írt levelek, s végül a személyekhez írt levelek következnek.

### A levelek időrendi elrendezése
| Sorszám | Keletkezés éve              | A levél megnevezése                                | Helyszín          |
| ------- | --------------------------- | -------------------------------------------------- | ----------------- |
| 1.      | Kr. u. 50 – 51              | Thesszalonikaiaknak írt I., II. levél              | Korintus          |
| 2.      | Kr. u. 56                   | Korintusiaknak írt I. levél                        | Efezus            |
| 3.      | Kr. u. 56 – 57              | Galatáknak írt levél                               | Efezus            |
| 4.      | Kr. u. 56 – 57              | Filippieknek írt levél                             | Efezus            |
| 5.      | Kr. u. 57                   | Korintusiaknak írt II. levél                       | Macedónia         |
| 6.      | Kr. u. 57 – 58              | Rómaiaknak írt levél                               | Korintus          |
| 7.      | Kr. u. 58 – 60 vagy 61 – 63 | Kolosszeieknek, Filemonnak, Efezusiaknak írt levél | Cezárea vagy Róma |
| 8.      | Kr. u. 64 – 65              | Timóteusnak írt I. levél, Titusznak írt levél      | Macedónia         |
| 9.      | Kr. u. 67                   | Timóteusnak írt II. levél                          | Róma              |